# Осмотр на месте
«Осмо́тр на ме́сте» (пол. Wizja lokalna) — сатирико-философский научно-фантастический роман Станислава Лема, посвящённый приключениям вымышленного героя космоса Ийона Тихого.
В романе описано путешествие Ийона Тихого к далёкой планете Энции для изучения обитающей там цивилизации энциан. Название произведения связано с проверкой информации об этой планете, полученной с использованием компьютера для генерации (предсказание путём моделирования) на Земле. Лем достаточно подробно проработал историю Энции с первобытных времён по время действия романа, а также показал социальную независимость энцианского общества.
Одним из направлений книги являются проблемы изобилия в обществе, основанные преимущественно на автоматизации производственных процессов, где индивиды слишком мало что-либо делают; ввод этических законов посредством технологии, то есть создание такой среды обитания, в которой выполнение этических норм обеспечивается принудительно и механически; идеологическое противостояние двух доминирующих систем, в которых можно увидеть пародию на доходящий до абсурда раскол Запада и Советского Союза.
Другим направлением можно считать проблему контакта между представителями разных цивилизаций, описанную в гротескной форме, характерной для приключений И. Тихого.

## Время действия
Никаких конкретных дат в книге нет, как нет и возможности их восстановить. Известно, что действие происходит после того, как Ийон Тихий осуществил почти все путешествия и издал свои «Звёздные дневники» (а, например, путешествие 21-е заняло около 1000 лет). При этом несомненные признаки фантастического далёкого будущего, в котором межзвёздные перелёты и контакты с иными цивилизациями стали обыденным делом, сочетаются с узнаваемыми бытовыми реалиями конца XX века. Более того, один из персонажей «Осмотра на месте» адвокат Финкельштейн в детстве был узником нацистского лагеря смерти.

## Описание сюжета
Ийон Тихий возвращается из очередного космического путешествия. На Земле он сталкивается с различными юридическими проблемами, как небольшими, так и более сложными. Желая отдохнуть, он хочет приобрести какой-нибудь домик в Альпах. Находясь в одном швейцарском отеле, он получает в подарок за́мок от жуликоватого владельца фирмы, производящей детское питание, по фамилии Кюсмих (нем. Küss mich — Поцелуй меня). Вместе с подарком он получает и большие проблемы юридического толка: Кюсмих пытается сделать И. Тихого козлом отпущения и свалить на него всю ответственность за свои махинации.
Из-за всех этих событий герой совершенно случайно узнаёт про Министерство Инопланетных Дел и Институт Исторических Машин. Никаких дипломатических контактов с иными мирами ещё нет, но подготовка к ним уже идёт — МИД занимается математическим прогнозированием будущей истории. В качестве эксперимента Тихий даёт на проверку одно из изданий своих «Звёздных дневников». Машины прогнозируют, что эта книга станет через много лет причиной межпланетного дипломатического скандала. Всему виной оказывается 14-е путешествие, где описывается спутник планеты Энции, который Тихий посчитал самостоятельной планетой Энтеропией. Главный герой начинает искать информацию об Энции, при этом время от времени он чувствует себя первооткрывателем того, что сам не понял. Тихий начинает изучать описание других исследователей, которые не всегда стыкуются между собой, а иногда противоречат друг другу. Также он пытается изучить историю Энции по различным земным работам и по переводам энцианских книг на человеческие языки. Он выясняет, что господствующая раса произошла от нелетающих птиц. Из-за различий в физиологии многие обычные для человека вещи непонятны и абсурдны для энцианина, и наоборот. Например, энцианам абсолютно непонятна огромная и противоречивая роль секса в человеческом обществе: у них передача генетического материала происходит в форме опыления, сам процесс происходит как весёлое публичное спортивное мероприятие и совершенно не связан ни с какими предрассудками и сакральными понятиями вроде греха и т. п.
Далее Тихий отправляется на Энцию (не только для удовлетворения собственного любопытства, но и в качестве посла Земли) и сталкивается воочию с уникальной антропоморфной цивилизацией, разделённой на два основных государства: Курдляндию и Люзанию.
Руководящая идеология Курдляндии — это «национальная мобильность» (отсюда «нациомобили», «топартаменты», «градозавры»), заключающаяся в том, что подавляющая часть населения должна жить внутри гигантских животных — курдлей, в их желудках и других внутренних органах. По словам основного персонажа, курдляндского патриота, курдли ходят по болотам, направляемые «водителями» — «старнаками» (сокращение от «старший над курдлем»), а их жители, соответственно, находясь внутри своих домашних курдлей, имеют возможность исследовать замечательную страну. Законопослушные жители могут периодически покидать курдлей (по крайней мере, на одни сутки в год). Строптивые же подвергаются ссылке в заднюю часть курдля — колонизадции. Высокопоставленные правительственные чиновники живут в обычных домах на суше за пределами болота; считается, что это акт самоотвержения с их стороны — ради общественных интересов отказывать себе в счастье пребывать вместе с соотечественниками в родной их сердцу среде. Немногих привилегированных функционеров командируют в Люзанию на учёбу и работу. В Курдляндии нет высоких технологий, и жителям предписано гордиться этим.
Тихий проводит существенную часть своего времени в высокотехнологичной Люзании, изучая историю мира и текущую социальную систему этого государства. Основной особенностью Люзании является наличие этикосферы, состоящей из шустров, или «вирусов добра» — некоего подобия нанороботов. Шустры, которыми наполнена вся среда обитания, обеспечивают люзанцам максимально возможный уровень безопасности и комфорта. Молниеносно реагируя на изменения обстановки, безотказные, незаметные и вездесущие шустры предотвращают несчастные случаи, останавливают болезни, нейтрализуют инфекции и даже могут преобразовать живой организм в практически бессмертный агрегат. Как следствие, в Люзании физически невозможно совершить насилие над ближним. Например, если кто-то замахнётся кулаком на другого, что-нибудь тут же помешает ему нанести удар: шустры мгновенно сделают его одежду жёсткой, или пол под ногами скользким, и нападающий упадёт (но при этом не расшибётся — шустры позаботятся и об этом), или предпримут что-нибудь ещё по своему разумению. К своему удивлению, Тихий обнаруживает, что в Люзании достаточно много принципиальных противников такого положения вещей, когда вся жизнь разумных обитателей, включая физиологические процессы в их теле, проходит под контролем внешней силы, невидимой, безличной, никому не подчиняющейся и не подотчётной. Многие люзанцы стараются хотя бы иногда отправляться на отдых за пределы этикосферы, и существует даже подпольное «движение сопротивления» этикосфере. Одна из таких радикальных групп похищает Тихого сразу по прибытии и пытается умертвить его, пока этикосфера не успела взять пришельца под свою защиту. В Люзании Тихий получает ответы на многие вопросы (почти на все) об Энции. В частности, выясняется, что на Энции существовало и третье государство, где исповедовался свой особый путь построения идеального общества. Эта страна была полностью уничтожена в результате глобальной войны, и сам факт её существования замалчивается.
Об этом читатель узнаёт со слов главного героя. В финале романа Тихий и несколько его спутников-люзанцев, отправившись на пикник в неошустренную местность, проглочены диким курдлем и вынуждены коротать время в его желудке. Чем закончилась история с замком, с которой всё началось, читателю предоставляется догадаться самому.